# Ціляньшань
Ціляньша́нь (кит. спр. 祁连山, піньїнь: Qílián shān) або Шулянаньшань, а також хребе́т Ріхтго́фена гірський хребет в Китаї, північне відгалуження гірської системи Наньшань.
Гірський хребет Ціляньшань простягається з північного заходу на південний схід на 500 км. Найвища точка гора Туаньцзефин — 5808 м. Хребет асиметричний: північний схил має протяжність 40 км і відносну висоту до 4500 м; довжина південного схилу становить 12-15 км, відносна висота — до 2500 м. Гребінь масивний, його середня висота — близько 5000 м. Перевали лежать на висоті 3500-4500 м. В гребеневій зоні є близько 770 льодовиків загальною площею 325 км².
Хребет прорізаний наскрізними долинами річок Шулехе і Хейхе. Складений переважно сланцями, піщаниками і вапняками. У західній частині розташовані пустелі і сухі степи, вище 4000 м — високогірні пустелі. У зволоженій східній частині, яка підпадає під незначний вплив літнього мусону поширені гірські луки на лесах. На північних схилах зустрічаються ділянки хвойного лісу.
У 1860-1870-х роках цей гірський хребет досліджував німецький географ Фердинанд фон Ріхтгофен. В 1894 році хребет був досліджений російським геологом Володимиром Обручевим.